# Thérèse Guasch y Toda
Thérèse Guasch y Toda, née le 28 mai 1848 à Riudecanyes (Catalogne, Espagne) et morte le 15 décembre 1917 à Barcelone, en religion Thérèse du Cœur-Immaculé de Marie est une religieuse espagnole cofondatrice des carmélites Thérèsiennes de saint Joseph.
Elle est reconnue vénérable par l'Église catholique en 2004.

## Biographie
Thérèse Guasch naît à Riudecanyes en 1848, d'Antoine Guasch y Doménec et de Thérèse Toda y Juncosa. Son père maltraite sa mère, Thérèse Toda y Juncosa et risque plusieurs fois de la blesser ; pour ces raisons, sa mère prend une décision inhabituelle pour l'époque en demandant la séparation de corps par un tribunal ecclésiastique et quitte Riudecanyes pour aller vivre à Tarragone où Thérèse étudie au collège de la Compagnie de Marie-Notre-Dame,.
En 1863, sa mère lui confie son désir de se faire religieuse pour accueillir et éduquer les filles sans ressources. À cette fin, elle veut créer une congrégation religieuse ; Thérèse propose de l'aider dans ce projet car elle envisage également la vie religieuse. En 1868, conseillée par Josep Caixal i Estradé , chanoine de la cathédrale de Tarragone et futur évêque d'Urgell, elle part en pèlerinage à l'abbaye de Montserrat et à la grotte de Saint-Ignace de Loyola de Manresa où elle fait les exercices spirituels, ce qui consolide sa détermination. Elle déménage à Barcelone avec sa mère et fonde une première communauté le 22 février 1878 avec deux autres jeunes filles. Elles ouvrent un asile scolaire gratuit pour éduquer les filles ou les orphelins, Thérèse Guasch enseigne également dans plusieurs paroisses de Barcelone.
Le 16 septembre 1883, les premières constitutions religieuses sont approuvées, avec sa mère et trois autres jeunes filles, elle prononce ses vœux religieux en prenant le nom de Thérèse du Cœur-Immaculé de Marie, elle est élue maîtresse des novices et sa mère, Thérèse Toda y Juncosa devenue Thérèse de saint Joseph devient la supérieure de la congrégation. Lorsque cette dernière décède en 1898, Thérèse Guasch est élue supérieure générale de la congrégation, poste qu'elle occupe jusqu'à sa mort. En 1902, elle obtient l'approbation définitive diocésaine et en 1911, le décret de louange du pape Pie X. Elle meurt le 15 décembre 1917.

## Procès de béatification
À la demande des carmélites Thérèsiennes de saint Joseph, l'archidiocèse de Barcelone ouvre le procès de béatification en 1993. Elle est reconnue vénérable le 19 avril 2004.

## Sources
- (ca) Cet article est partiellement ou en totalité issu de l’article de Wikipédia en catalan intitulé « Teresa Guasch i Toda » (voir la liste des auteurs).